# Heinrich II. von Plauen
Heinrich II. von Plauen († nach 1482) war Burggraf von Meißen und Herr von Plauen und Hartenstein.

## Leben
Er war ein Sohn von Heinrich I., königlicher Hofrichter und Burggraf von Meißen.
Heinrich II. führte wie sein Vater den Titel als Burggraf von Meißen nur noch nominell.
1466 wurden ihm auch noch Stadt und Herrschaft Plauen vom böhmischen König Georg von Poděbrad abgenommen und an den sächsischen Herzog Albrecht belehnt. In der Folge kam es zu kriegerischen Auseinandersetzungen, bei denen Heinrich vom sächsischen Herzog gefangen genommen wurde. 1476 wurde er wieder freigelassen unter der Bedingung, dass er sowohl auf seine vogtländischen, als auch auf die böhmischen Güter verzichte.
1482 kam unter Vermittlung des böhmischen Königs Vladislav II. eine Einigung zustande, in der sich Heinrichs Sohn  Heinrich III. bereiterklärte auf alle Ansprüche im Vogtland endgültig zu verzichten und dafür die böhmischen Besitzungen Petschau, Königswart und Hartenstein zurückerhielt.
Heinrich II. lebte zu diesem Zeitpunkt noch und starb bald darauf.